# Mario Casella (Romanist)
Mario Casella (* 11. April 1886 in Fiorenzuola d’Arda; † 9. März 1956 in Florenz) war ein italienischer Romanist, Italianist und Hispanist.

## Leben und Werk
Casella ging in Parma zur Schule und studierte in Florenz bei Pio Rajna, Ernesto Giacomo Parodi und Guido Mazzoni. Von 1914 bis 1915 war er Stipendiat in Barcelona. Nach Kriegsdienst promovierte er mit der Arbeit Jacopone da Todi (erschienen in Archivum Romanicum 4, 1920, S. 281–339 und 429–485) und lehrte von 1922 bis 1924 an der Universität Catania. 1925 wurde er als Nachfolger seines Lehrers Pio Rajna Professor an der Universität Florenz. Er gab ab 1949 die Studi danteschi heraus.
Casella unterschrieb 1925 das von Benedetto Croce verfasste Manifesto degli intellettuali antifascisti.
Casella war seit 1923 Mitglied der Accademia della Crusca und seit 1929 korrespondierendes Mitglied der Accademia dei Lincei.

## Veröffentlichungen (Auswahl)

### Romanistik
- Le origini di Piacenza e una dotta polemica intorno ad esse (C. Poggiali – D. G. Coppellotti), Piacenza  1912
- (Hrsg.) La epistola di lu nostru signuri. Testo volgare siciliano del secolo XIV, Turin 1915
- Indice analitico dei nomi e delle cose, in: Le Opere di Dante. Testo critico della Società Dantesca Italiana. Firenze 1921, S. 838–976.
- Fonologia del dialetto di Fiorenzuola d’Arda, in: Studi romanzi 17, 1922, S. 5–71.
- (Hrsg.) Dante, La Divina Commedia, Bologna 1923, zuletzt 1966
- Studi sul testo della Divina Commedia, in: Studi danteschi. 8,1924, S. 5–85.
- (Hrsg.) I fioretti di San Francesco, Florenz 1926, 1934, 1939
- (Hrsg. mit Guido Mazzoni) Machiavelli, Tutte le opere storiche e letterarie, Florenz 1928
- (Hrsg.) Machiavelli, Il Principe, Rom 1929, 10. Auflage 1991
- Cervantes. Il Chisciotte, 2 Bde., Florenz 1938
- Poesia e storia, Firenze 1939
- Appunti di filologia romanza, hrsg. von  R. Mignani, Florenz 1946
- (Hrsg.) Jaufre Rudel, Liriche, Florenz 1946, 1950
- Introduzione alle opere di Dante, Mailand 1965
- Saggi di letteratura provenzale e catalana, hrsg. von Giuseppe Edoardo Sansone, Bari 1966

### Romane
- Gli evasi dall’ergastolo. Racconto di avventure nell’Australasia, Mailand 1904 (Roman für die Jugend)
- Fiore di loto. Un episodio della rivoluzione indiana, Mailand 1904 (Roman für die Jugend)
- Ritorno al paese. Romanzo, Mailand 1951